# 輝沸石
輝沸石（英語：Stilbite）為架狀矽酸鹽礦物中沸石族的一個礦物系列。在1997年之前，輝沸石被认为是一个矿物種類。但是到了1997年輝沸石被國際礦物學協會重新定義為一個礦物系列的名稱，並細分為：
- 辉沸石-Ca
- 辉沸石-Na

其中辉沸石-Ca最為常见，它是一种水合钙钠和铝硅酸盐，即NaCa4(Si27Al9)O72·28(H2O)。而輝沸石-Na，則是鈉比鈣占主導地位。然而這兩種無法透過肉眼來區分，因此輝沸石這個系列名稱仍用於尚未分析過的標本。

## 名稱
輝沸石一度被認為跟片沸石和是相同的礦物，直到1818年才被發現是不同的兩種礦物（而1997年後則視為不同的礦物亞族）。早在1797年由法國礦物學家德拉美特利（Jean-Claude Delamétherie）以希臘文「(stilbein)」來命名，其意思為「閃耀」，因為在{010}方向的晶面具有珍珠光澤。不過那個時候名詞並不統一，常有不同的稱法。在1801年法國礦物學家勒內·朱斯特·阿維曾把一批目前辨認為片沸石的礦物標本以「stilbite」稱之。到了1818年德國礦物學家奧古斯特·布賴特豪普特（August Breithaupt）則將該礦物取名為「desmine」（意思為「一束」）到目前為止在德國還在使用該名稱，也因此輝沸石在中文也有「束沸石」的別稱。

## 晶體習性
輝沸石常見薄板狀晶體，平行於主要解理方向壓扁並沿軸拉長。聚晶可以是束狀或領結狀，也可呈現纖維狀或球狀。
雙晶的部分，以十字形在{001}上的貫穿雙晶極為常見。

## 化學組成與關連種類
輝沸石可交換陽離子的變化很廣：矽和鋁離子佔據相同的位點且可以相互取代。由於矽和鋁帶有不同的電荷（Si4+ 和 Al3+），佔據鈉/鈣位點的離子必須進行調整以保持電荷平衡。
因此淡紅沸石（化學式為Ca
4(Si
28Al
8)O
72 · 28H2O）和輝沸石之間，以及鈉紅沸石（化學式為Na
2(Si
7Al
2)O
18 · 6H2O）和輝沸石之間也存在著固溶體系列。

## 形成環境
輝沸石是一種生長在低溫環境下的次生熱液礦物，常發生於玄武質火山岩的杏仁狀氣孔、安山岩、片麻岩及熱液礦脈中。另外輝沸石也形成於溫泉沉積物中，並作為一些砂岩和礫岩中的膠結物質。常件共生礦物有其他沸石族礦物、葡萄石、方解石和石英。